# Jonathan Valarezo
Jonathan Valarezo (ur. 15 marca 1991) − ekwadorski bokser kategorii superlekkiej.

## Kariera amatorska
W listopadzie 2013 roku zdobył srebrny medal na igrzyskach boliwaryjskich w Chiclayo. Rywalizację na tych igrzyskach rozpoczął od ćwierćfinału, w którym pokonał reprezentanta Salwadoru Ricardo Zavalę, wygrywając przez techniczny nokaut w pierwszej rundzie. W półfinale pokonał na punkty Kolumbijczyka Eduara Marriagę, awansując do finału igrzysk w kategorii superlekkiej. W finale przegrał na punkty z Dominikańczykiem Carlosem Adamesem. W październiku 2014 roku był półfinalistą  turnieju o puchar Pacyfiku w kategorii superlekkiej..